# Ревилл, Клайв
Клайв Ре́вилл (англ. Clive Revill; 18 апреля 1930, Веллингтон — 11 марта 2025, Шерман-Окс, Калифорния) — новозеландско-британский характерный актёр театра, кино, телевидения и озвучивания, певец.

## Биография
Клайв Селсби Ревилл родился 18 апреля 1930 года в городе Веллингтон, столице Новой Зеландии. Его мать звали Элеанор Мэй (до замужества — Нил), отца — Малет Барфорд Ревилл. После окончания средней школы Клайв обучался в колледже «Ронготай», затем некоторое время в Университете Виктории. Юноша учился на бухгалтера, но в 20-летнем возрасте решил круто изменить свою жизнь и стать актёром после того, как он с успехом сыграл Себастиана в постановке «Двенадцатая ночь» в местном театре. В том же 1950 году он уехал в Лондон и поступил на обучение в театр «Олд Вик». В 1952 году Ревилл впервые посетил США, где сыграл роль Сэма Уэллера в постановке «Мистер Пиквик» на Бродвее. В дальнейшем актёр регулярно ездил на театральные гастроли в Нью-Йорк, живя там по году-полтора, вплоть до начала 1980-х годов. После этого Ревилл перестал появляться на бродвейских подмостках, но регулярно снимался в 1—2 эпизодах многих американских телесериалов.
С 1955 года Ревилл начал сниматься в телесериалах, с 1956 года — в кинофильмах. Продюсеры, впечатлённые его рыжими волосами и внешностью, напоминающей Панча, румяным цветом лица и ярко-голубыми весёлыми глазами, начали охотно брать его на разные роли, поначалу преимущественно комические (надутый напыщенный англичанин), позднее — злодеев, в том числе роли ирландцев, итальянцев, русских и других иностранцев. С 1964 по 1998 год Ревилл исполнил по одной песне в девяти фильмах, сериалах и мультфильмах. С 1974 года Клайв начал карьеру актёра озвучивания и добился на этом поприще больших успехов, так как у него обнаружилось мастерство разговаривать с самыми разнообразными акцентами.
За 64 года кинокарьеры (1955—2019) Клайв Ревилл снялся (или выступил актёром озвучивания) в 187 кино- и телефильмах, теле- и мультсериалах, мультфильмах и компьютерных играх.

### Личная жизнь
Клайв Ревилл был женат дважды:
1. Валери Нельсон. Брак продолжался с 1971[7] по 1977 год, после чего последовал развод. Детей от этого брака не было.
2. Сьюзи Шор. Брак продолжался с 1978 по 1988 год, после чего последовал развод. От брака осталась дочь, Кейт Селсби[8].

### Смерть
Клайв Селсби Ревилл умер от осложнений, вызванных деменцией, в доме престарелых района Шерман-Окс, города Лос-Анджелес, штата Калифорния, 11 марта 2025 года, в возрасте 94 лет.

## Номинации
- 1961[англ.] — «Тони» в категории «Лучший актёр мюзикла» за роль в мюзикле «Нежная Ирма»[англ.][14]
- 1963[англ.] — «Тони» в категории «Лучший актёр мюзикла» за роль в мюзикле «Оливер!»[14]
- 1973 — «Золотой глобус» в категории «Лучший актёр второго плана в кинофильме» за роль в фильме «Аванти!»[15]

## Избранные работы

### Театр
Бродвей
- 1952 — Мистер Пиквик / Mr. Pickwick — Сэм Уэллер
- 1960—1961 — Нежная Ирма[англ.] / Irma La Douce — Боб-Ле-Хотю, рассказчик
- 1963—1964 — Оливер! / Oliver! — Фейгин
- 1967 — Шерри![англ.] / Sherry! — Шеридан Уайтсайд — Ревилл срочно заменил актёра Джорджа Сандерса
- 1971 — Несравненный Макс[англ.] / The Incomparable Max — Макс Бирбом
- 1974—1976 — Шерлок Холмс?! / Sherlock Holmes — Профессор Мориарти
- 1981 — Лолита[англ.] / Lolita — Клар Куилти

Прочие театры
- 1950 — Двенадцатая ночь / Twelfth Night — Себастиан (театр Веллингтона)
- 1956—1958 — «Гамлет», «Бесплодные усилия любви», «Венецианский купец», «Юлий Цезарь» и «Буря» — разные роли в театрах Королевской шекспировской компании в городе Стратфорд-апон-Эйвон[5]
- 1988 — Друд[англ.] / Drood — Томас Сэпси, мэр / мистер Уильям Картрайт — тур по США; Ревилл срочно заменил убитого во время двухнедельного перерыва в турне актёра Джорджа Роуза[5].
- после 1950 — Мистер Тоуд из Тоуд-холла[англ.] / Toad of Toad Hall — Крысс (театр «Лирик» в Лондоне)
- после 1963 — Марат/Сад / Marat/Sade — Жан-Поль Марат[5]

### Роли «вживую»
Широкий экран
- 1956 — Достичь небес / Reach for the Sky — лётчик, помогающий Дугласу Бадеру с его ножными протезами (в титрах не указан)
- 1958 — Устами художника / The Horse's Mouth — студент художественного училища (в титрах не указан)
- 1959 — Призрак без головы[англ.] / The Headless Ghost — призрак 4-го графа Эмброуз
- 1965 — Банни Лейк исчезает / Bunny Lake Is Missing — Эндрюс
- 1966 — Модести Блейз[англ.] / Modesty Blaise — Мак-Уиртер / шейх Абу-Тахир
- 1966 — Прекрасное безумие[англ.] / A Fine Madness — доктор Менкен
- 1966 — Калейдоскоп[англ.] / Kaleidoscope — инспектор «Мэнни» Мак-Гиннис
- 1967 — Фатом[англ.] / Fathom — Сергей Серапкин
- 1968 — Никто не вечен[англ.] / Nobody Runs Forever — Джозеф
- 1968 — Башмаки рыбака / The Shoes of the Fisherman — товарищ Вукович
- 1969 — Бюро убийств[англ.] / The Assassination Bureau — Цезаре Спадо
- 1970 — Частная жизнь Шерлока Холмса / The Private Life of Sherlock Holmes — Рогожин
- 1971 — Ромовый бульвар / Boulevard du rhum / La via del rhum / El bulevard del rom — лорд Хэммонд
- 1972 — Аванти! / Avanti! — Карло Карлуччи
- 1973 — Легенда адского дома[англ.] / The Legend of Hell House — доктор Лайонел Барретт
- 1973 — Призрак под полуденным солнцем[англ.] / Ghost in the Noonday Sun — бей алжирцев
- 1974 — Чёрная ветряная мельница / The Black Windmill — Альф Честерманн
- 1974 — Маленький принц / The Little Prince — Делец
- 1975 — Галилео[англ.] / Galileo (1975 film) — исполнитель баллад
- 1975 — Пропавший динозавр / One of Our Dinosaurs Is Missing — Квон
- 1978 — Матильда[англ.] / Matilda — Билли Бейкер
- 1981 — Зорро, голубой клинок[англ.] / Zorro, The Gay Blade — Гарсия
- 1986 — Король-лягушонок[англ.] / The Frog Prince — король
- 1987 — Румпельштильцхен[англ.] / Rumpelstiltskin — король Меццер
- 1989 — Каннибалы-гуманоиды из подземелий 2[англ.] / C.H.U.D. II: Bud the C.H.U.D. — доктор Келлауэй
- 1989 — Мэкки-Нож / Mack the Knife — Мани Мэттью
- 1991 — Пусть получит своё[англ.] / Let Him Have It — Альберт Пирпойнт, палач
- 1993 — Робин Гуд: Мужчины в трико / Robin Hood: Men in Tights — начальник пожарной охраны
- 1995 — Дракула: Мёртвый и довольный / Dracula: Dead and Loving It — Сайкс
- 2002 — Преступление и наказание[англ.] — капитан Замётов
- 2009 — Необузданные джентльмены / Gentlemen Broncos — Клетас
- 2016 — Королева Испании[исп.] / La reina de España — Джон Скотт

Телевидение
- 1957 — Приключения Робин Гуда / The Adventures of Robin Hood — Гораций (в эпизоде Too Many Earls[англ.])
- 1968—1969 — Пьеса в среду[англ.] / The Wednesday Play — разные роли (в 2 эпизодах)
- 1971, 1979 — Пьеса месяца[англ.] / Play of the Month — разные роли (в 3 эпизодах)
- 1972 — Джейсон Кинг[англ.] / Jason King — лорд Бэрнс (в эпизоде The Constance Missal)
- 1972—1973 — Артур Бритонский[англ.] / Arthur of the Britons — Рольф (в 2 эпизодах)
- 1976 — Мод[англ.] / Maude — профессор Эллиот (в эпизоде Maude's Rejection[англ.])
- 1976 — Великий Гудини[англ.] / The Great Houdini — Дандэс Слейтер
- 1977 — Пёрышко и отцовская банда[англ.] / The Feather and Father Gang — полковник Джеймс Баррингтон-Стоун (в эпизоде Here a Spy, There a Spy)
- 1977 — Новые Мстители[англ.] / The New Avengers — Марк Крейфорд (в эпизоде Dead Men Are Dangerous)
- 1977 — Братья Харди и Нэнси Дрю[англ.] / The Hardy Boys/Nancy Drew Mysteries — Филип Бронсон (в 2 эпизодах[англ.])
- 1977 — Однажды у братьев Гримм[англ.] / Once Upon a Brothers Grimm — Румпельштильцхен (в новелле «Король и его восемь дочерей»)
- 1978 — Пьеса на сегодня[англ.] / Play for Today — Джон Феннел (в эпизоде Licking Hitler)
- 1978 — Коломбо / Columbo — Джо Девлин, ирландский поэт, весёлый, но смертельно опасный[4] (в эпизоде The Conspirators)
- 1979 — Столетие[англ.] / Centennial — Финлей Перкин (в 3 эпизодах)
- 1980 — Война Скарлетт О’Хары[англ.] / The Scarlett O'Hara War — Чарли Чаплин
- 1980 — Дневник Анны Франк[англ.] / The Diary of Anne Frank — доктор Дюссель
- 1981 — Вегас[англ.] / Vegas — Энтони Белмонт (в эпизоде Backlash[англ.])
- 1982 — Супруги Харт / Hart to Hart — Зэбин (в эпизоде Harts on Their Toes[англ.])
- 1983 — Волшебники и воины[англ.] / Wizards and Warriors — Вектор (в 8 эпизодах)
- 1983 — Ремингтон Стил / Remington Steele — доктор Эллис Харви (в эпизоде Love Among the Steele[англ.])
- 1984 — Самсон и Далила[англ.] / Samson and Delilah — Рауль
- 1984 — Джордж Вашингтон[англ.] / George Washington — лорд Лаудон[англ.] (в 3 эпизодах)
- 1984 — Династия / Dynasty — Уоррен Баллард (в 2 эпизодах[англ.])
- 1984 — Факты из жизни[англ.] / The Facts of Life — профессор Райан (в эпизоде E.G.O.C. (Edna Garrett on Campus)[англ.])
- 1984 — Ти Джей Хукер / T. J. Hooker — Андре Бендер (в эпизоде Model for Murder[англ.])
- 1985 — Трое — уже толпа[англ.] / Three's a Crowd — Харли Дуглас (в эпизоде King for a Day)
- 1985 — Каскадёры / The Fall Guy — Клайд Ройс (в эпизоде Reel Trouble[англ.])
- 1985 — Театр волшебных историй[англ.] / Faerie Tale Theatre — премьер-министр (в эпизоде The Emperor's New Clothes[англ.])
- 1985, 1988 — Она написала убийство / Murder, She Wrote — разные роли (в 2 эпизодах[англ.])
- 1986 — Частный детектив Магнум / Magnum, P.I. — Инки (в эпизоде I Never Wanted to Go to France, Anyway[англ.])
- 1986 — Сумеречная зона / The Twilight Zone — агент (в новелле «Свои демоны[англ.]» эпизода Gramma/Personal Demons/Cold Reading)
- 1986 — Лодка любви / The Love Boat — Слейд Коллинс (в эпизоде Happily Ever After/Have I Got a Job for You/Mr. Smith Goes to Minikulu[англ.])
- 1986 — Ньюхарт[англ.] / Newhart — Бен Уильямс (в эпизоде Saturday in New York with George[англ.])
- 1987 — Кувалда / Sledge Hammer! — Уэсткотт, инспектор из Скотленд-Ярда (в эпизоде Sledgepoo[англ.])
- 1987 — Секретный агент Макгайвер / MacGyver — Тони Брэддок (в эпизоде D. O. A.: MacGyver[англ.])
- 1988 — Альфред Хичкок представляет / Alfred Hitchcock Presents — Гектор (в эпизоде Twist[англ.])
- 1989 — Дорогой Джон[англ.] / Dear John — отец Луизы (в эпизоде The British Are Coming[англ.])
- 1990 — Охотник / Hunter — лорд Эндрю Фрейзер (в эпизоде Lullaby[англ.])
- 1990 — Смена образа жизни[англ.] / Get a Life — мистер Пипп (в эпизоде Pile of Death[англ.])
- 1991 — Звёздный путь: Следующее поколение / Star Trek: The Next Generation — Гай Гисборн (в эпизоде Qpid[англ.])
- 1994 — Вавилон-5 / Babylon 5 — Тракис (в эпизоде «Коварство и любовь»)
- 1996 — Мерфи Браун / Murphy Brown — Хендрикс (в эпизоде When A. Lansing Loves a Woman[англ.])
- 1996 — Лоис и Кларк: Новые приключения Супермена / Lois & Clark: The New Adventures of Superman — волшебник (в эпизоде Soul Mates[англ.])
- 1997 — Прикосновение ангела / Touched by an Angel — Клод Белл (в эпизоде Last Call[англ.])
- 1997 — Шаг за шагом / Step by Step — профессор Роберт Неслер (в эпизоде Talking Trash[англ.])
- 1999 — Бестолковые / Clueless — мистер Берни Пиммлер (в эпизоде Cher's Weekend at Bernie's[англ.])
- 2001 — Праздник всех святых / Feast of All Saints — Жакемин, нотариус
- 2005 — Ищейка / The Closer — Альберт Тёрнер (в эпизоде The Butler Did It)

### Озвучивание
Фильмы
- 1980 — Звёздные войны. Эпизод V: Империя наносит ответный удар / The Empire Strikes Back — Палпатин[4][6][16]
- 1995 — Дельта Венеры / Delta of Venus — диктор радио
- 2011 — Храбрые перцем / Your Highness — второстепенные персонажи

Мультфильмы и мультсериалы
- 1984 — Новое шоу Скуби и Скрэппи-Ду[англ.] / The New Scooby and Scrappy-Doo Show — второстепенные персонажи (в эпизоде Happy Birthday, Scooby-Doo)
- 1984 — Логово дракона / Dragon's Lair — рассказчик (в эпизоде Tale of the Enchanted Gift)
- 1984 — Элвин и бурундуки[англ.] / Alvin and the Chipmunks — второстепенные персонажи (в 13 эпизодах[англ.])
- 1984—1986 — Трансформеры / The Transformers — Кикбэк (в 5 эпизодах)
- 1984—1988 — Снорки[англ.] / Snorks — Галео (в 65 эпизодах[англ.])
- 1986 — Трансформеры / The Transformers: The Movie — Кикбэк
- 1986 — Щенки из приюта 17[англ.] / Pound Puppies — разные роли (в 2 эпизодах)
- 1987 — Утиные истории / DuckTales — Шедлок Джонс (в эпизоде Dr. Jekyll & Mr. McDuck)
- 1987 — Алиса в Зазеркалье[англ.] / Alice Through the Looking Glass — Снарк / Козёл
- 1989 — Смурфики / The Smurfs — второстепенные персонажи (в эпизоде Smurfs That Time Forgot)
- 1989—1990 — Медвежонок Паддингтон[англ.] / Paddington Bear — второстепенные персонажи (в 2 эпизодах)
- 1990 — Полуночный патруль: Приключения в Сонной зоне[англ.] / Midnight Patrol: Adventures in the Dream Zone — Потсворт (в 13 эпизодах)
- 1991 — Приключения мультяшек / Tiny Toon Adventures — Шекспир / Король Лир (в эпизоде Weirdest Story Ever Told[англ.])
- 1991, 1993 — Легенда о принце Валианте[англ.] / The Legend of Prince Valiant — Могучий Ом, эксцентричный ученик Мерлина (в 3 эпизодах[англ.])
- 1992 — Бэтмен / Batman — разные роли (в 3 эпизодах)
- 1993 — Русалочка / The Little Mermaid — иглобрюх-волшебник (в 2 эпизодах)
- 1993 — Вор и сапожник / The Thief and the Cobbler — Король Нод (в версиях Allied Filmmakers («Принцесса и сапожник») и Miramax Films («Арабский рыцарь»))
- 1995, 1997 — Фриказоид! / Freakazoid! — разные роли (в 3 эпизодах[англ.])
- 1996 — Приключения из книги добродетелей[англ.] / Adventures from the Book of Virtues — король Мидас / министр (в эпизоде Self-Discipline)
- 1996 — Невероятные приключения Джонни Квеста[англ.] / The Real Adventures of Jonny Quest — разные роли (в 2 эпизодах[англ.])
- 1997 — Джонни Браво / Johnny Bravo — Дабл-Ю (в эпизоде Jumbo Johnny/The Perfect Gift/Bravo, James Bravo[англ.])
- 1998 — Пинки и Брейн / Pinky and the Brain — Король (в эпизоде Brainie the Poo/Melancholy Brain[англ.])
- 1999 — Годзилла / Godzilla — Юстейс Мак-Фейл (в эпизоде DeadLoch)
- 2002 — 101 далматинец 2: Приключения Патча в Лондоне / 101 Dalmatians II: Patch's London Adventure — второстепенные персонажи
- 2002 — Питер Пэн: Возвращение в Нетландию / Return to Never Land — пожилой офицер / рассказчик
- 2004 — Детки подросли / All Grown Up! — ведущий (в эпизоде Susie's Choice[англ.])
- 2004 — Микки: И снова под Рождество / Mickey's Twice Upon a Christmas — рассказчик
- 2011—2012 — Высокий форт Секретной горы[англ.] / Secret Mountain Fort Awesome — разные роли (в 3 эпизодах)
- 2012 — Том и Джерри: Робин Гуд и Мышь-Весельчак[англ.] / Tom and Jerry: Robin Hood and His Merry Mouse — король Ричард / судья

Игры
- 1993 — Star Wars: X-Wing[англ.] — Додонна
- 1997 — Star Wars: X-Wing vs. TIE Fighter — имперский офицер
- 2001 — Conquest: Frontier Wars — Хокс
- 2003 — The Hobbit — Торин Дубощит
- 2006 — Gothic 3 — Робар
- 2006 — Marvel: Ultimate Alliance — Доктор Дум
- 2006 — Jeanne d’Arc — Джон Ланкастерский, герцог Бедфорд
- 2007 — Pirates of the Caribbean: At World’s End — британские офицеры
- 2009 — Transformers: Revenge of the Fallen[англ.] — Джетфайер
- 2009 — Transformers Revenge of the Fallen: Autobots[англ.] — Джетфайер
- 2011 — Star Wars: The Old Republic — Адмирал Давос / Адмирал Рисерре / Дарт Гравус
- 2019 — Marvel Ultimate Alliance 3: The Black Order — Доктор Дум

Исполнение песен
- 1964 — Тост городка / Toast of the Town — «I'll Do Anything for You» (в эпизоде № 17.19; в титрах не указан)
- 1974 — Маленький принц / The Little Prince — «You're A Child»
- 1978 — Коломбо / Columbo — «The Moonshiner» (в эпизоде The Conspirators; в титрах не указан)
- 1986 — Король-лягушонок[англ.] / The Frog Prince — «A Promise Is A Promise»
- 1987 — Румпельштильцхен[англ.] / Rumpelstiltskin — «I'm Greedy»
- 1987 — Новое платье короля / The Emperor's New Clothes — «Red or Blue?»
- 1987 — Алиса в Зазеркалье[англ.] / Alice Through the Looking Glass — «We're Bad»
- 1997 — Фриказоид! / Freakazoid! — «We'll Meet Again» (в эпизоде Normadeus[англ.]; в титрах не указан)
- 1998 — Покахонтас 2: Путешествие в Новый Свет / Pocahontas II: Journey to a New World — «What a Day in London»